# Capoeta turani
Capoeta turani är en fiskart som beskrevs av Özulug och Jörg Freyhof 2008. Capoeta turani ingår i släktet Capoeta och familjen karpfiskar. Inga underarter finns listade.